# Gof Sokorte Guda
Gof Sokorte Guda är en krater i Kenya.   Den ligger i länet Marsabit, i den centrala delen av landet, 400 km norr om huvudstaden Nairobi. Toppen på Gof Sokorte Guda är 1 333 meter över havet. Gof Sokorte Guda ingår i Res Fila.
Terrängen runt Gof Sokorte Guda är huvudsakligen kuperad. Runt Gof Sokorte Guda är det glesbefolkat, med 9 invånare per kvadratkilometer. Närmaste större samhälle är Marsabit, 9,5 km nordost om Gof Sokorte Guda. I omgivningarna runt Gof Sokorte Guda växer huvudsakligen savannskog.